# Pararge intermedia
Pararge intermedia är en fjärilsart som beskrevs av Tutt 1896. Pararge intermedia ingår i släktet Pararge och familjen praktfjärilar. Inga underarter finns listade i Catalogue of Life.